# عبد الله البلادي (لاعب كرة قدم مواليد 1995)
عبد الله البلادي (مواليد 15 مايو 1995) هو لاعب كرة قدم سعودي.

## مسيرة اللاعب
لعب سابقاً في نادي العدالة ونادي الساحل ونادي الجيل ونادي النجمة ونادي مضر.

## الحياة الشخصية
عبد الله هو توأم اللاعب محمد البلادي.

## وصلات خارجية
- عبد الله البلادي على موقع Soccerway.com (الإنجليزية)